# 晩年
| ウィキペディアには「晩年」という見出しの百科事典記事はありません（タイトルに「晩年」を含むページの一覧/「晩年」で始まるページの一覧）。 代わりにウィクショナリーのページ「晩年」が役に立つかもしれません。 |